# 原惠一
原惠一（日語：はら けいいち，1959年7月24日—）是一位日本動畫導演，出身於群馬縣館林市。他以執導多部《蠟筆小新》劇場版和《河童之夏》的導演而聞名，有時負責電影劇中插曲的作詞作曲。

## 經歷
原在東京設計師學院専門學校畢業後，開始了他作為動畫師的職業生涯，在東京電影工作室工作了十八個月後，在社長黑川敬二郎的推薦下加入了新銳動畫。並擔任電視劇《怪物王子》的製作經理，此後被調到《哆啦A夢》。並第一次擔任演出助手、導演的職位。此外在製作《哆啦A夢》受到總導演芝山努的影響，奠定他在日後個人強烈的敘事風格。1988年， 原以執導《劇場版超能力魔美》首次擔任動畫電影導演。
2001年， 原的第五部個人執導作品《蠟筆小新：風起雲湧 猛烈！大人帝國的反擊》贏得了好評，次年的作品《蠟筆小新：風起雲湧 壯烈！戰國大會戰》則獲得文化廳的表彰。 2007年7月28日， 原與結拜好友茂木仁史長期合作的劇場版電影《河童之夏》上映。該作品也使原自《戰國大會戰》以來五年來首次受到關注，獲得了各個領域的高度評價，並於2007年獲得了第11 屆日本新媒體動漫藝術節動畫部門，也是在《神隱少女》後六年來首次入選電影旬報十佳獎。
自2012年起，原開始拍攝其第一部真人電影《開始之路》，該片於2013年6月上映。
2022年7月21日，據報導，原正在根據辻村深月的作品改編動畫電影《鏡之孤城》，計劃於2022年冬季上映。

## 作品

### 電視動畫
- 哆啦A夢（1983年－1986年）演出助手、導演
- 超能力魔美（1987年－1989年）首席導演
- 大耳鼠（1989年）分鏡
- （1990年）分鏡
- 21衛門（1991年）首席導演
- 蜡笔小新（1992年－）導演（第二任）、編劇、分鏡、演出（導演為1996年－2004年）
- （1994年）分鏡
- 川之光（2009年）演出協力
- 舞動青春（2017年）分鏡

### 劇場版動畫
- 蠟筆小新：黑暗珠珠大追擊（1997年）導演、腳本、分鏡
- 蠟筆小新：電擊！豬蹄大作戰（1998年）導演、腳本、分鏡
- 蠟筆小新：爆發！溫泉激烈大決戰（1999年）導演、腳本、分鏡
- 蠟筆小新：風起雲湧的叢林冒險（2000年）導演、腳本、分鏡
- 蠟筆小新：風起雲湧 猛烈！大人帝國的反擊（2001年）導演、腳本、分鏡
- 蠟筆小新：風起雲湧 壯烈！戰國大會戰（2002年）導演、腳本、分鏡
- 河童之夏（2007年）導演、腳本、分鏡
- 意外的幸運簽（2010年）導演、分鏡
- 百日紅（2015年）導演
- 生日幻境（2019年）導演
- 鏡之孤城（2022年）導演

## 獎項
- 哆啦美與阿拉拉♥少年山賊團(1991年)
  - 第9回ゴールデングロス賞（日语：金毛獎）最優秀金賞
- 哆啦美與哈囉小恐龍(1993年)
  - 第11回|金毛獎賞優秀銀賞
- 蠟筆小新：風起雲湧 猛烈！大人帝國的反擊(2001年)
  - 日本媒體藝術100選（日语：日本のメディア芸術100選）動畫部門
  - 電影旬報創刊85周年85週年歷史最佳10動畫類別部門第7位
  - 電影旬報創刊90周年史上最佳十部日本動畫電影第4位
- 蠟筆小新：風起雲湧 壯烈！戰國大會戰(2002年)
  - 2002年第6届日本新媒體動漫藝術節動畫部門大賞
  - 2002年第7回神戶動畫獎個人賞
  - 2002年度日本網絡電影大獎 日本電影作品賞(旧ニフティ映画大賞)
  - 第57回毎日映画コンクールアニメーション映画賞（日语：每日電影動畫電影獎）
  - 第2回東京動畫獎 劇場映画部門優秀作品賞・個人賞部門監督賞
  - 第22回藤本賞（日语：藤本賞）奨励賞
- 河童之夏(2007年)
  - 2007年第11届日本新媒體動漫藝術節動畫部門大賞
  - 第31屆日本電影學院獎優秀動畫作品賞
  - 第81回キネマ旬報ベスト・テン（日语：電影旬報藝術性最出色電影） 日本電影第5位
  - 第9屆台北電影節兒童電影部分觀眾票選大獎
  - 第29回橫濱電影節最佳十部日本電影 第5名
  - 第50回朝日ベストテン映画祭（日语：朝日十佳電影節） 日本電影第2位
  - 第62回每日電影動畫電影獎賞
  - 第2回 Invitation AWARDS 動畫獎
  - 第7回東京動畫獎 國内劇場部門優秀賞・個人賞部門脚本賞
- 意外的幸運簽(2010年)
  - 第4屆首爾國際家庭電影節 外國電影類觀眾獎
  - 第14回日本新媒體動漫藝術節動畫部門優秀賞
  - 第34回日本電影學院獎 優秀動畫作品賞
  - 第65回每日電影動畫電影獎賞
  - 第20回日本映画プロフェッショナル大賞（日语：日本電影專業獎）第10位
  - 第35回安錫國際動畫影展長編作品特別賞・観客賞
- はじまりのみち（日语：開始之路）(2013年)
  - 第5回TAMA電影獎特別賞
  - 第38回電影旬報藝術性最出色電影讀者選出日本電影第10位
- 東京動畫獎2015動漫人偶獎[4]
- 百日紅（2015年）
  - 第39屆安錫國際動畫影展長片評審團獎[5]
  - [Fantasia_International_Film_Festival（英语：幻想曲國際電影節） 今敏賞（長編動畫優秀賞）・亞洲電影優秀獎，長片動畫觀眾獎[6][7]
  - 山路文子電影獎（2015年）[8]
  - 錫切斯電影節動畫電影部門最優秀作品賞[9]
  - 第39屆日本電影學院獎 優秀動畫作品賞[10]
  - 第70回每日電影動畫電影獎賞[11]
- 紫綬褒章（2018年）

## 相關文獻
1. 1 2  .   [2011-06-13]. （原始内容存档于2020-05-04）.
2. ↑  『原恵一と「河童」の長い旅 河童のクゥと夏休み OFFICIAL GUIDE』角川書店、2007年、p.3
3. ↑  橋口亮輔×本木克英×原恵一、木下惠介代表作のオリジナル予告編を製作 （页面存档备份，存于） 映画.com（2012年7月22日）
4. ↑  . シネマトゥデイ. 2015-03-19  [2015-03-20]. （原始内容存档于2016-03-04）.
5. ↑  . アニメ!アニメ!. 2015-06-21  [2015-06-21]. （原始内容存档于2022-09-15）.
6. ↑  . 映画.com. 2015-08-07  [2015-11-15]. （原始内容存档于2022-09-15）.
7. ↑  . Anime News Network. 2015-08-11  [2015-11-15]. （原始内容存档于2019-05-12）.
8. ↑  . 映画.com. 2015-10-18  [2015-10-19]. （原始内容存档于2015-11-07）.
9. ↑  . 映画ナタリー. 2015-10-19  [2015-10-21]. （原始内容存档于2015-10-21）.
10. ↑  . 日本アカデミー賞協会.   [2016-01-18]. （原始内容存档于2016-01-18）.
11. ↑  . 毎日新聞. 2016-01-21  [2016-01-21]. （原始内容存档于2020-11-27）.

書籍
- 品川四郎とブレイン ナビ編『クレヨンしんちゃん 映画大全』（双葉社、2002年）
11ページにわたるインタビュー有り。
- 原恵一・浜野保樹編『アニメーション監督 原恵一』（晶文社、2005年）
- ニュータイプ編『原恵一と「河童」の長い旅　河童のクゥと夏休み 公式ガイドブック』（角川書店、2007年）
ロング・インタビュー、欠番シーンを含む絵コンテ抜粋、監督自身による詳細な『河童のクゥと夏休み』演出解説など。
- 『BSアニメ夜話  Vol．05  クレヨンしんちゃん嵐を呼ぶモーレツ！オトナ帝国の逆襲  キネ旬ムック 』（電影旬報、2007年）
- 原恵一著『河童のクゥと夏休み 絵コンテ集』（バジリコ、2007年）

## 外部連結
- Media arts meister Keiichi Hara
- IMDB （页面存档备份，存于）